# Occidental College
Occidental College er et liberal arts college beliggende i Los Angeles i Californien i USA. Occidental College blev grundlagt i 1887 og er en af de ældste på den amerikanske vestkyst. Skolen har for nylig fået opmærksomhed fra USAs præsident Barack Obama, der gik i skole i to år før han flyttede til Columbia University.